# 異世代
異世代（いせだい）とは、人と人との関係を示す用語の一つ。基準となる個人とは別の、特定の人物ないしその集団の属性の一つとして表す「世代」が、異なる事を言う。基準となる個人と、対象となる他人（集団）は、異世代では生誕日が必ず異なる。反対語の同世代では、生誕日が同じかその近辺に必ずなる。ただし同世代でその偏差をどうするかは、発言者がそれらを分けようとして意図的に変えうるから、異世代の生誕日の最低偏差は定まらない。
異世代は、特定の状況のもとで、異世代と評される個人またはその集団が、基準となる特定人物とは意思が異なり、従ってその意思に基付く行動が異なる傾向があるときに、その個人またはその集団の属性としてこう言われる。ここで、状況・意思・行動の例として、「ある創作物に遭遇した（状況）とき、畏敬の念を持ち（意思）、敬礼する（同世代の行動）」か「何も感じない（意思）ので素通りする（異世代の行動）」かで、世代を分けるといったもろもろをあげる事ができる。
ここで行動には、倫理的なものばかりでなく、会話の話題・興味の傾向や問答・応答の言回し、事物に接して「笑う」とか「燥ぐ」とか「黙る」という感情表現、文書を書く際多用する癖のある単語、さらには「声帯の使い方」や、「言語の発音のときの顔の筋肉の使い方」と言った、医学的な特徴まで、さまざまあげられる場合がある。人気商売、すなわちタレントや歌手等は、その生命を直接左右するため、特にこうした細かい点まで気を使っているはずである。すなわち異世代に関して、最も精しい知識を持つのは、たぶんタレントや歌手である。
なお世代を同と異に分ける場合、生まれた場所が離れている為、異国人の間で文化が異なる事が原因で、行動に差が出来ると推定された場合には、世代という言葉は一般に使われない。たとえば、「今から150年前の故人の墓の前で、その人物をイメージせよと言われた（状況）とき、フランス人は武士を心に描く事は無く（行動）」ても、異世代であるとは言わない。「世代」は文化とは異なり、起源のよく判らない、生誕日により変る、ヒトの「状況による行動の癖」という意味合いで使用される場合がある。生年月日が等しければ、性格が一緒すると極論すると誤解を招くが、全体として「世代」には、心理学の言うパーソナリティに近い要素が、倫理観やパラダイムの時代変遷の中に混じりこんでいる疑いがある。

## 歴史
異世代の存在は古くから示唆されている。古い文献で有名なものは論語で、恐らく孔子本人によるコメントである。「若者が礼をわきまえない。」との論旨で何点か行動を指摘している。孔子は、自分と自分より年下の者との間には、明らかに異なる点があると意識した非常に古い人物である。
さて孔子は今から2500年以上前の人物である為、彼の言うのが正しいとすれば、文明が誕生してから今まで、おびただしい数の異世代が存在した事になる。
しかしどう言う訳か、「異世代は非常に数が多いので各世代をデーターベース化しようとした」との話は余り聞かない。「『御上の御意向に逆らう程度』、『性を表に出すのは恥ずかしいと感じる度合い』と言った、方向の決った幾つかの感覚を除くと、世代の総数は無限に存在する」として、議論がおしまいにならないような、複雑な性質があるのかもしれない。
たとえば人気タレントが「誰ともお友達」とマスコミで流しても、自分の生年月日に近い、狭いゾーン以外が全て異世代だったとすれば、その目論見は最初から失敗に決っていただろう。にも係らず彼らが、常にその主張を飽きずに繰り返しているのは、世代は時間の経過と共に、数が一方的に増加すると言ったような、単純な挙動を示さないと、あるいは彼らは考えて来たのかもしれない。
なお歴史的人物は人気タレントとはかなり違うが、単なる学者としてばかりではなく、天文学分野の利益確保のための活動にも生涯尽くした事で知られる、天体力学者の古在由秀元国立天文台台長が、アイザック・ニュートンについて誉め言葉を口頭で述べたのを聞かないが、ガリレオ・ガリレイについては、「高く評価している」と公然口頭で、感嘆をこめて述べられた事がある。古在由秀・ガリレオ・ガリレイ共に著書は著名な為、執筆のタッチをよく比較してみるのも良いだろう。議論の繰り返しの多さや、原論者をそのつど几帳面には示さない点等、共通のタッチ（同世代性）が感じられる。なお、ガリレオ・ガリレイについては、広瀬秀雄氏の「天文学史の試み」でのネガティブな評価が特に有名である。
いずれにしても論語以降、異世代は繰返し意識された。が、ヒトの歳上・歳下という観点に興味を持つ論者に偏りがあるためか、論じられた内容は、孔子の思想を背後に置いたと見られる、倫理観の差の指摘と、若年側の未熟さの克服を、課題として論じるという共通項で、くくられるものが特に目立っていた。逆に言えば、孔子がいかに偉大であり、それを超えるのは、今でもさほど、容易なわけではない事を証明する、根拠の一つと言えるのかもしれない。
なお最近になり、ある中国・上海の科学者が、孔子の生年月日を紀元前552年（-551年）10月9日に改定したとして話題になっている。孔子を世代の指摘者としてだけでなく、世代を調査するためのサンプルの一人と考えるならば、一歳の違いで世代が変るなら、孔子自身の人間調査にとっては重要な変更であろう。

## 応用
以上の内容から異世代は、大衆扇動に使えるようにイメージされるかもしれない。が実際に成功した例は少ない。同世代と異世代を分けた所で、中身がそれぞれ複雑なら、利用の為の労力は、それをしてもしなくても、たいして変らない為かもしれない。
このように応用例の目立たない異世代だが、意外な事に「世代」の存在が、1980年頃天文学のある分野で障害になった事がある。
現在ほとんどの天体の測定は自動化されている。が珍しく流星物質が、探査機が飛んでいる宇宙空間で、決った体積に幾つ浮かんでいるかを、間接的に地上から測定するときには、今でもヒトの目を使って流星を数える。流星は瞬時に流れる為、1人で見張っていても見逃す場合がある。そこで大勢で決った空域を見張り、数え漏れを無くそうとしていた。明るくて見やすいものでも見逃すのは、注意がふっと抜けたときで、各人バラバラだろうと最初は思われた。が、実際にやってみると、「なんらかの状況により、流星に集中できないという意思が集団で生まれ、流星以外の物に目移りするという行動」がある事が判った。
他方その行動が、各個人でばらばらに起こるなら、全員が見逃す流星は、単純に各々個人の見逃し事象の確率の積のはずだった。が、実際にはそれよりかなり頻繁に起こり、流星の見逃しの問題が複雑である事が判った。
注意深く原因を追求した所、この現象がたぶん「世代」と関連のある現象のようだと、後に考えられるようになった。現在では流星を人間が数えて密度を測定する場合、「同世代同士の測定者が混じって存在するのだ」と考え、流星見張り人の人数を、実際より少なく補正して、全員見逃し流星数を推定しなおすやり方で、流星空間密度は推定されるようになっている。